# Eboiá
Eboiá (em iorubá: Ègboìyá) ou fava de iemanjá é uma comida ritual feita com fava cozida e refogada com cebola, camarão, azeite de dendê ou azeite doce.
Na falta da fava, essa mesma oferenda pode ser preparada com o milho branco todavia recebe o nome de Dibô, possuindo o mesmo valor ritual. É uma comida oferecida especialmente à orixá Iemanjá, podendo ser vista nos rituais de ori, bori e assentamento de cabeça, no sentido de dar equilíbrio espiritual.